# 外廚增十三
船尾座20，又名BD-15 2324，HD 68752、SAO 153993、HR 3229，是船尾座的一颗恒星，视星等为4.99，位于銀經236.63，銀緯10.11，其B1900.0坐标为赤經8h 8m 44.1s，赤緯-15° 10.11′ 12″。